# Rio Branco Football Club
Il Rio Branco Football Club, meglio noto come Rio Branco, è una società calcistica brasiliana con sede nella città di Rio Branco, capitale dello stato dell'Acre.
I colori del club – presenti nello stemma, nella divisa di gioco e nella bandiera ufficiale – sono rosso e bianco. La mascotte del club è una Stella Torreggiare, símbolo della Guerra dell'Acre, che anche è nella bandiera dello stato dell’Acre.

## Storia
L'8 giugno 1919, il club è stato fondato dall'avvocato Luiz Mestrinho Filho, un parente del governatore Gilberto Mestrinho.
Nel 1947, il club ha vinto il primo campionato statale organizzato dalla Federação de Futebol do Estado do Acre. Dal 1955 al 1957, il Rio Branco ha vinto tre campionati statali di fila.
Il Rio Branco ha vinto la prima edizione della Copa Norte nel 1997, dopo aver sconfitto il Remo dello stato del Pará in finale. Così, il Rio Branco ottenne il diritto di partecipare alla Coppa CONMEBOL di quell'anno. Il club fu eliminato al primo turno della Coppa CONMEBOL dal Deportes Tolima della Colombia, dopo aver perso ai calci di rigore. Dal 2002 al 2005, il Rio Branco ha vinto quattro campionati statali di fila.

## Palmarès

### Competizioni regionali
- Copa Norte: 1

1997
- Torneio Integração da Amazônia: 3

1976, 1979, 1984

### Competizioni statali
- Campionato Acriano: 49

1919, 1921, 1928, 1929, 1935, 1936, 1937, 1938, 1939, 1940, 1941, 1943, 1944, 1945, 1946, 1947, 1950, 1951, 1955, 1956, 1957, 1960, 1961, 1964, 1971, 1973, 1977, 1979, 1983, 1986, 1992, 1994, 1997, 2000, 2002, 2003, 2004, 2005, 2007, 2008, 2010, 2011, 2012, 2014, 2015, 2018, 2021, 2023

### Altri piazzamenti
- Copa Norte:

Semifinalista: 1998